# André Hillairet
Pour les articles homonymes, voir Hillairet.
André Hillairet, né le 6 septembre 1857 et mort le 23 février 1926, est un ingénieur français spécialiste de l'électricité.

## Biographie
Il sort diplômé de l'École centrale Paris en 1880. Il fut président de la Société des ingénieurs civils de France et prononça au nom de cette société, l'éloge funèbre de son condisciple Léon Isidore Molinos le 15 décembre 1914.